# Lysbotn
Lysbotn (nordsamisk: Liidditvuotna) er en fjord den nordøstlige del af  øen Senja i Troms og Finnmark fylke  i Norge. Fjorden går ind mellem Lysnes og Årnes fra Gisundet i Lenvik kommune. Det er vej langs hele fjorden. På østsiden går en lokal vej ud mod Ydre Årnes, i sydvest går fylkesvej 861, som fortsætter mod vest over ejdet mod Stønnesbotn og fra Lysnes, på nordvestsiden går fylkesvej 271 (Troms) ud mot Vang.
Langs vestsiden af fjorden ligger  bygderne Lysnes, Vangshamn, Skardsvåg og Vang. I Lysnes er der butik og hurtigbådsforbindelse til Tromsø. Lysbotn tilhører Gibostadområdet og har knap 150 indbyggere.